# Prince héritier d'Oman
Au sultanat d'Oman, le prince héritier est le fils ainé du sultan Haïtham ben Tariq, Theyazin ben Haïtham.

## Histoire de la succession

### Une succession sans héritier désigné
Lors du règne du sultan Qabus ibn Saïd, la constitution prévoyait que le processus de succession soit décidé à la mort du sultan, par un conseil de la famille dirigeante Al Saïd. En cas de désaccord de la famille royale, une lettre scellée, ouverte par un comité de hauts fonctionnaires, devait révéler le successeur préféré du sultan défunt. Ce secret de la succession a soulevé des inquiétudes pour la stabilité politique du sultanat d'Oman.
À la mort du sultan Quabus ibn Saïd le 10 janvier 2020, les membres du conseil de la famille Al Saïd, ainsi que les membres des branches législatives et délibératives du Conseil d'Oman, se sont réunis à l'aube au palais royal de Mascate. Le vice-Premier ministre Fahd bin Mahmoud al Said a annoncé que la famille royale avait accepté de choisir le successeur que le sultan Qaboos a désigné, puis le ministre du Cabinet royal Sultan bin Mohammed al Nu'amani et le ministre du Diwan de la Cour royale Khalid Al Busaidi ont ouvert la lettre et lu à haute voix le choix du sultan défunt, désignant son cousin, le ministre de la Culture et du Patrimoine, Haïtham ben Tariq. Ce dernier a ensuite prononcé un bref discours et a reçu les félicitations des personnes présentes, pour clore le processus de succession.

### Modification constitutionnelle de 2021: création de la fonction de prince héritier
Le 12 janvier 2021, le sultan Haïtham ben Tariq promulgue deux décrets royaux qui modifient la loi fondamentale du sultanat d'Oman. Ces derniers établissent la fonction de prince héritier et désignent le fils aîné du sultan comme prince héritier, à partir de l'âge de ses vingt et un ans. Le fils ainé du sultan Haïtham ben Tariq, Theyazin ben Haïtham, devient donc le premier prince héritier du sultanat d'Oman.